# Distretto di Marigaon
Il distretto di Marigaon è un distretto dell'Assam, in India, di 775 874 abitanti. Il suo capoluogo è Marigaon.